# Besslova funkcija
Besslove funkcije [béslove fúnkcije] (pogosteje Bésselove f.) so družina transcendentnih funkcij, ki rešijo Besslovo diferencialno enačbo:
{\displaystyle x^{2}{\frac {\mathrm {d} ^{2}y}{\mathrm {d} x^{2}}}+x{\frac {\mathrm {d} y}{\mathrm {d} x}}+\left(x^{2}-\nu ^{2}\right)y=0\!\,.}
Besslove funkcije je prvi definiral švicarski matematik Daniel Bernoulli in jih poimenoval po Friedrichu Wilhelmu Besslu.

## Uporabnost Besslovih funkcij
Besslova enačba se pojavi pri analitičnem reševanju nekaterih problemov matematične fizike v valjasti ali krogelni geometriji, kot na primer:
- prevajanje toplote ali difuzija v valju
- nihanje krožno vpete tanke membrane (npr. pri bobnu)
- elekromagnetna valovanja v valjastem valovnem vodniku. V teh primerih Besselove funkcije opisujejo dogajanje podobno kot harmonične funkcije (sinus, kosinus) v pravokotni geometriji.

Besslove funkcije imajo koristne lastnosti tudi pri reševanju nekaterih drugih problemov  uporabne matematike.

## Besslove funkcijeJν{\displaystyle J_{\nu }}inYν{\displaystyle Y_{\nu }}
Besslova funkcija prve vrste reda {\displaystyle \nu } se izračuna kot:
{\displaystyle J_{\nu }=\sum _{m=0}^{\infty }{\frac {\left(-1\right)^{m}x^{2m+\nu }}{2^{2m+\nu }m!\Gamma \left(m+\nu +1\right)}}}
Če {\displaystyle \nu } ni celo število, funkciji {\displaystyle J_{\nu }\left(x\right)} in
{\displaystyle J_{-\nu }\left(x\right)} nista linearno odvisni, zato ima v tem primeru splošna rešitev Besslove diferencialne enačbe obliko:
{\displaystyle y\left(x\right)=c_{1}J_{\nu }\left(x\right)+c_{2}J_{-\nu }\left(x\right)\qquad \left(\nu \not \in {\mathcal {Z}}\right)}
Kjer sta {\displaystyle c_{1}} in {\displaystyle c_{2}} odvisna od začetnih pogojev.
Če je {\displaystyle \nu } celo število, se izkaže, da sta funkciji {\displaystyle J_{\nu }\left(x\right)} in
{\displaystyle J_{-\nu }\left(x\right)} linearno odvisni, saj velja:
{\displaystyle J_{-\nu }\left(x\right)=\left(-1\right)^{\nu }J_{\nu }\left(x\right)}
V tem primeru potrebujemo Besslovo funkcijo druge vrste reda {\displaystyle \nu }, ponekod imenovano tudi Neumannova funkcija ali Webrova funkcija:
{\displaystyle Y_{\nu }\left(x\right)=\lim _{m\to \nu }{\frac {J_{m}\left(x\right)\cos \left(\pi m\right)-J_{-m}\left(x\right)}{\sin \left(\pi m\right)}}}
V tem primeru je splošna rešitev Besslove diferencialne enačbe za katerikoli realni {\displaystyle \nu } enaka:
{\displaystyle y\left(x\right)=c_{1}J_{\nu }\left(x\right)+c_{2}Y_{\nu }\left(x\right)\qquad \left(\nu \in {\mathcal {R}}\right)}